# ألفريد مولر
ألفرد مولر هو سياسي فرنسي، ولد في 23 ديسمبر 1940 في ستراسبورغ في فرنسا. نشط حزبياً في الحزب الاشتراكي. وقد انتخب عضو المجلس العام ‏ وانتخب Mayor of Schiltigheim ‏ (1977 – 2008) وانتخب نائب فرنسي.